# Даніель Змеко
Генерал Даніель Змеко (нар. 24 листопада 1967 року у м. Нове-Место-над-Вагом, Словаччина) — словацький полководець, нинішній начальник Генерального штабу збройних сил Словаччини.

## Життєпис
Він народився 24 листопада 1967 року у місті Нове-Место-над-Вагом у тодішній Чехословацькій Соціалістичній Республіці. У 1982 році у віці 14 років він вступив до Чехословацької народної армії. У 1982—1986 роках навчався у військовій середній школі в Банській Бистриці. У 1986—1990 роках навчався у коледжі сухопутних військ у Вишкові на Мораві.
Він був одним із перших, хто закінчив курс національної оборони в Академії збройних сил Словаччини імені генерала Мілана Растіслава Штефаника. Він служив під час операції «Свобода Іраку».
26 квітня 2018 року Змеко був призначений на посаду Начальника Генерального Штабу Збройних Сил Словаччини та отримав звання генерал-лейтенанта. Його посада та звання набули чинності 7 травня. До призначення він був генеральним директором Департаменту модернізації та інфраструктури Міністерства оборони. 28 травня 2019 року отримав звання генерала.

## Особисте життя
Змеко одружений, має двох дітей. Поряд зі словацькою володіє англійською та російською мовами. Захоплюється вивченням військової історії та риболовлею.